# Chamaecytisus prolifer
Chamaecytisus prolifer là một loài thực vật có hoa trong họ Đậu. Loài này được (L. f.) Link miêu tả khoa học đầu tiên năm 1829.